# Opisthodontia (esfenodontes)

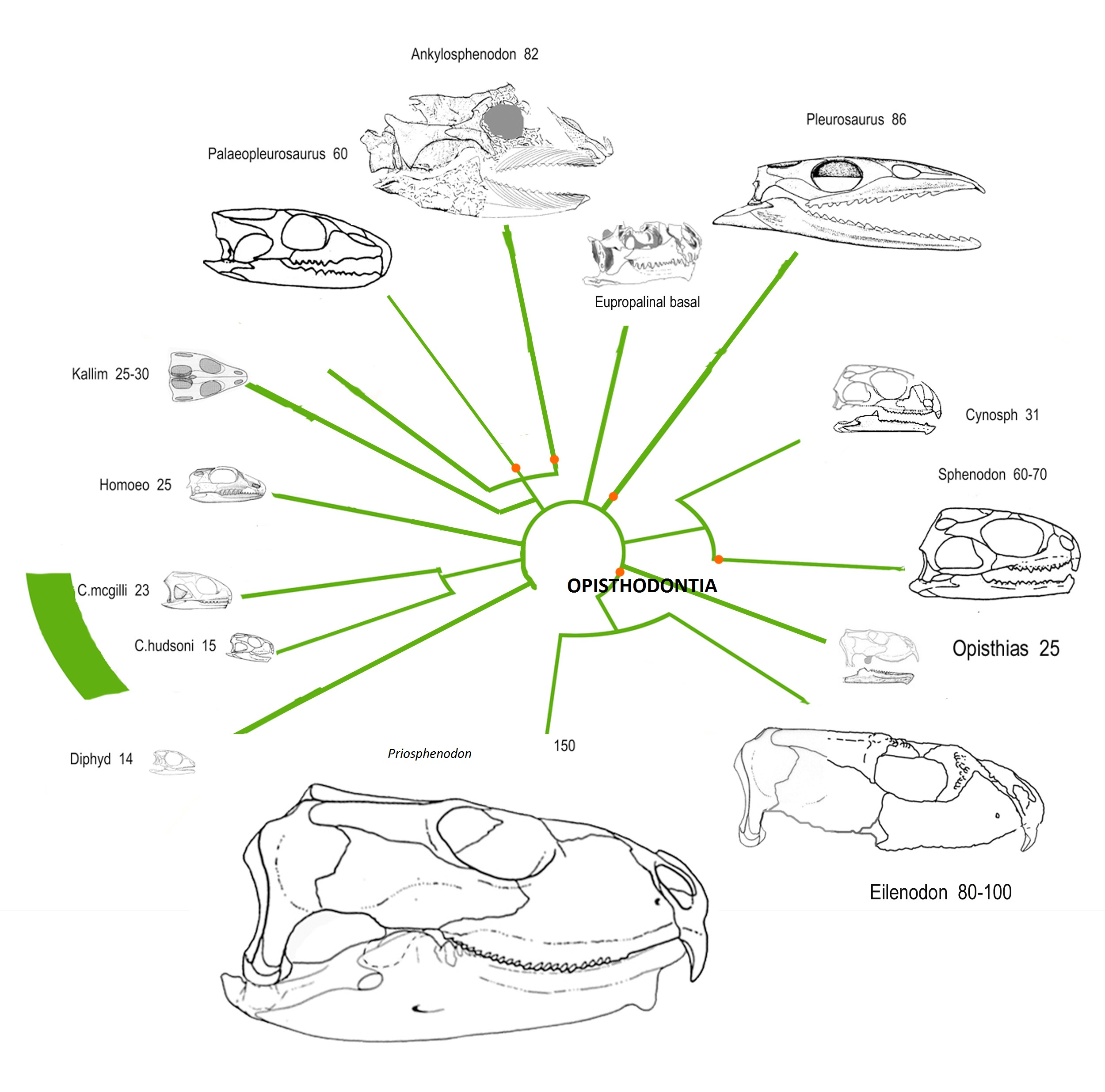
Comparación de los tamaños craneanos dentro de los esfenodontes. Cada punto rojo representa un evento de gigantismo en el linaje. Los opistodontes representan el evento más extremo.

Priosphenodon pertenece al linaje de los eilenodontinos, y estos a los opistodontes, un grupo de esfenodontes caracterizados por dientes anchos o cuadrados y un tamaño mediano a grande. Entre sus integrantes se encuentran formas medianas, presumiblemente omnívoras, como Opisthias (cráneo: 42 mm), una forma del Jurásico Superior a Cretácico Inferior de Norteamérica y Europa, así como dos grandes radiaciones. Una incluye a los eilenodontinos (Toxolophosaurus, Eilenodon, Priosphenodon minimus y P. avelasi), los mayores esfenodontes terrestres, con cráneos generalmente entre 60 y 150 mm y longitudes corporales que exceden el metro. La otra está integrada por las dos especies conocidas de Kawasphenodon, también de gran tamaño (K. expectatus, cráneo: 110 mm y K. peligrensis, cráneo: 38 mm) y cuyas formas exceden el límite K/P. El grupo parecería haber surgido en el Jurásico Tardío. Sin embargo, la reciente inclusión al grupo de Sphenotitan por Martínez et al. (2013) llevaría al grupo al Triásico Superior y a considerar a “Clevosaurus” latidens como su grupo hermano. Sea correcta o no la inclusión de Sphenotitan en el grupo, resulta evidente que los opistodontes se han distribuido libremente por el mundo pangéico antes del Jurásico Medio, estableciéndose posteriormente un linaje norteamericano (Eilenodon, Toxolophosaurus) y uno sudamericano (Priosphenodon, Kawasphenodon). La relación con ellos del triásico Pelecymala y del fragmento reportado para el Maastrichtiano de España siguen poco resueltos. La abundancia de los restos de Priosphenodon y Sphenotitan sugieren que estos animales eran gregarios y los grandes miembros anteriores de Priosphenodon y Eilenodon, que eran territoriales.
- Datos: Q30919122